# August Christian Wilhelm von Linsingen
August Christian Wilhelm von Linsingen, seit 1783 Freiherr von Linsingen († 24. Februar 1802) war ein deutscher Offizier. Zuletzt war er Oberstleutnant bei dem im Dienst der Republik der Vereinigten Niederlande stehenden sachsen-gothaischen Infanterieregiment sowie Rittergutsbesitzer. Aufgrund seiner Verdienste und der seiner adligen Vorfahren wurde er vom römisch-deutschen Kaiser Joseph II. in den Reichsfreiherrenstand erhoben.

## Leben
Er stammte aus der eichsfeldischen Linie des Adelsgeschlechts von Linsingen und war der drittälteste Sohn des 1763 verstorbenen Rittergutsbesitzers und anhalt-zerbstischen wirklichen Geheimen Rats Ernst Dietrich von Linsingen.
Gemeinsam mit seinen drei jüngeren Brüdern traf er am 29. Juni 1781 im sachsen-gothaischen Schloss Mönchhof einen Erbvergleich über die im Familienbesitz derer von Linsingen befindlichen Güter in der Goldenen Aue sowie im Eichsfeld. Bei diesem Vergleich erhielt er durch Losentscheid das Rittergut Tilleda. Zwischen 1781 und 1785 nahm er den Wiederaufbau dieses zu Beginn des 18. Jahrhunderts ruinierten Rittergutes vor.
Am 4. Dezember 1783 wurde er vom Kaiser in Wien gemeinsam mit seinem älteren Bruder Adolph Ernst von Linsingen in den Freiherrenstand des Heiligen Römischen Reiches Deutscher Nation erhoben.

## Familie
Er war verheiratet mit Johanna Christine Juliane Pauline von Uslar-Gleichen. Aus der Ehe u. a. fünf Söhne und die 1778 geborene Tochter Magdalene Marianne Ernestine hervor.